# Oricalco
Oricalco o auricalco (Del latín orichalcum u aurichalcum, y este del griego ὀρείχαλκος, oreíchalkos, 'cobre de montaña', influido en su forma por el latín aurum "oro") es el término con que se designa a un metal legendario mencionado en antiguos escritos griegos, siendo los más significativos los escritos de Platón sobre la Atlántida.
Según estos escritos, este metal sería el segundo metal más valioso y minado en la Atlántida.

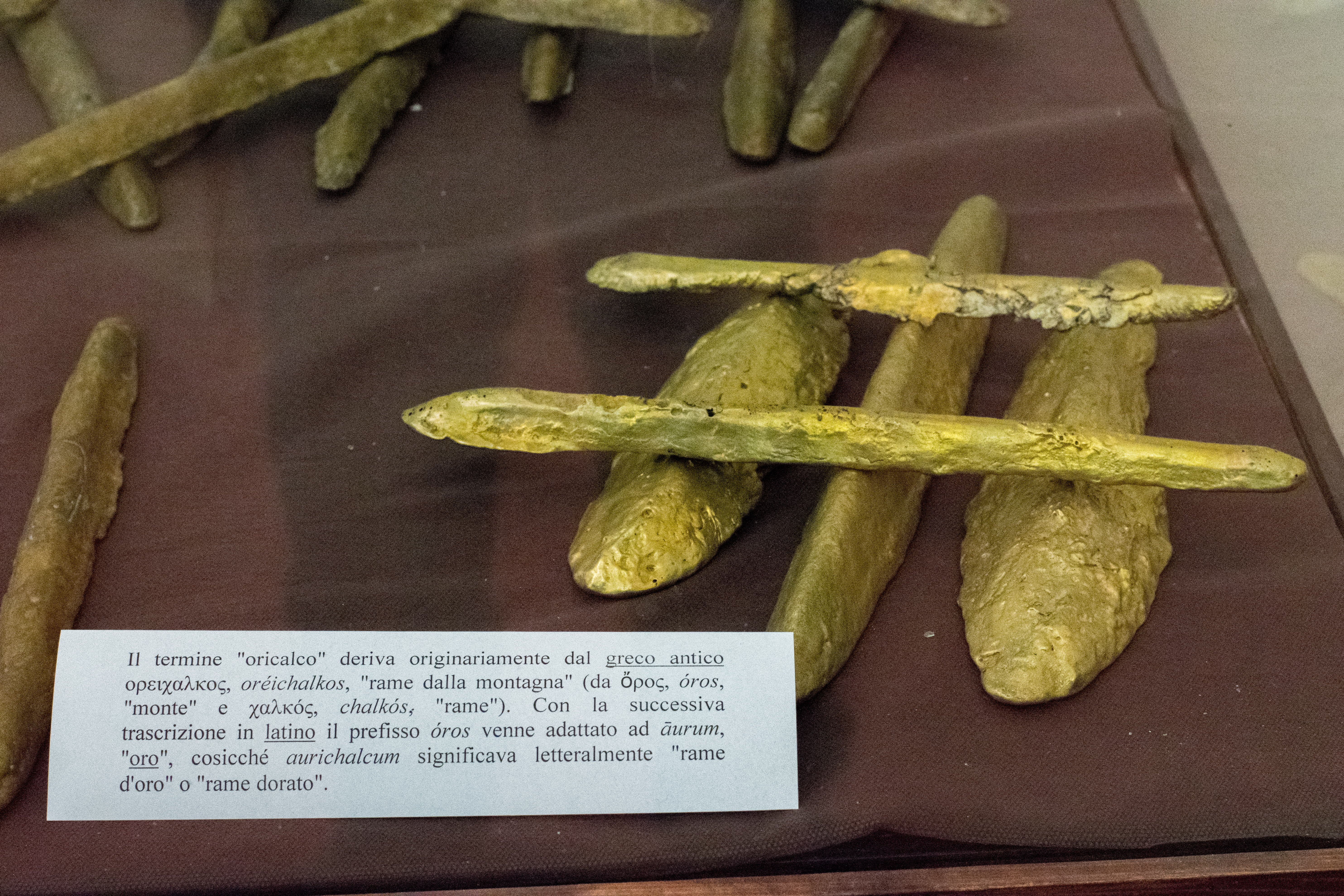
Oricalco del mar de Gela, Sicilia.

## Características
Según los estudios de muchos especialistas en metales e historiadores de la minería, el oricalco no es más que una aleación de cobre, zinc y plomo, muy probablemente el conocido como latón dorado. Aunque es una aleación que hoy no consideremos más valiosa que el oro y el platino, por aquel entonces era un metal con mucho valor en la religión, el que se usaba para rendir culto a Poseidón y otros dioses de la antigua Grecia.
En enero de 2015 encontraron lo que fue un barco cargado de dicho elemento en el sur de Sicilia, en el mar de Gela. El pecio, correspondiente a la primera mitad del siglo VI a. C., cargaba 39 lingotes de este metal formado, según la prueba de rayos X, de cobre (75-80%), zinc (15-20%), níquel, plomo y hierro.

## Hipótesis legendarias
Sin embargo, la referencia dada por Platón en "Critias" elimina la posibilidad de que sea una aleación de metales, ya que "se le extraía de la tierra en muchos lugares de la isla" (Critias, 114). A la vista de esta descripción algunos arqueólogos han pensado que el oricalco no era más que el ámbar: precisamente durante la Edad de Bronce final (siglo XII-X a. C.) el ámbar era uno de los principales productos que, desde la península de Jutlandia, los navíos de Tartessos exportaban a todo el Mediterráneo junto con el estaño, el bronce y la plata. Otra posibilidad es que se tratase de algún mineral obtenido de meteoritos dado su escasa cantidad y rareza por lo que fue explotado en su totalidad de la isla.

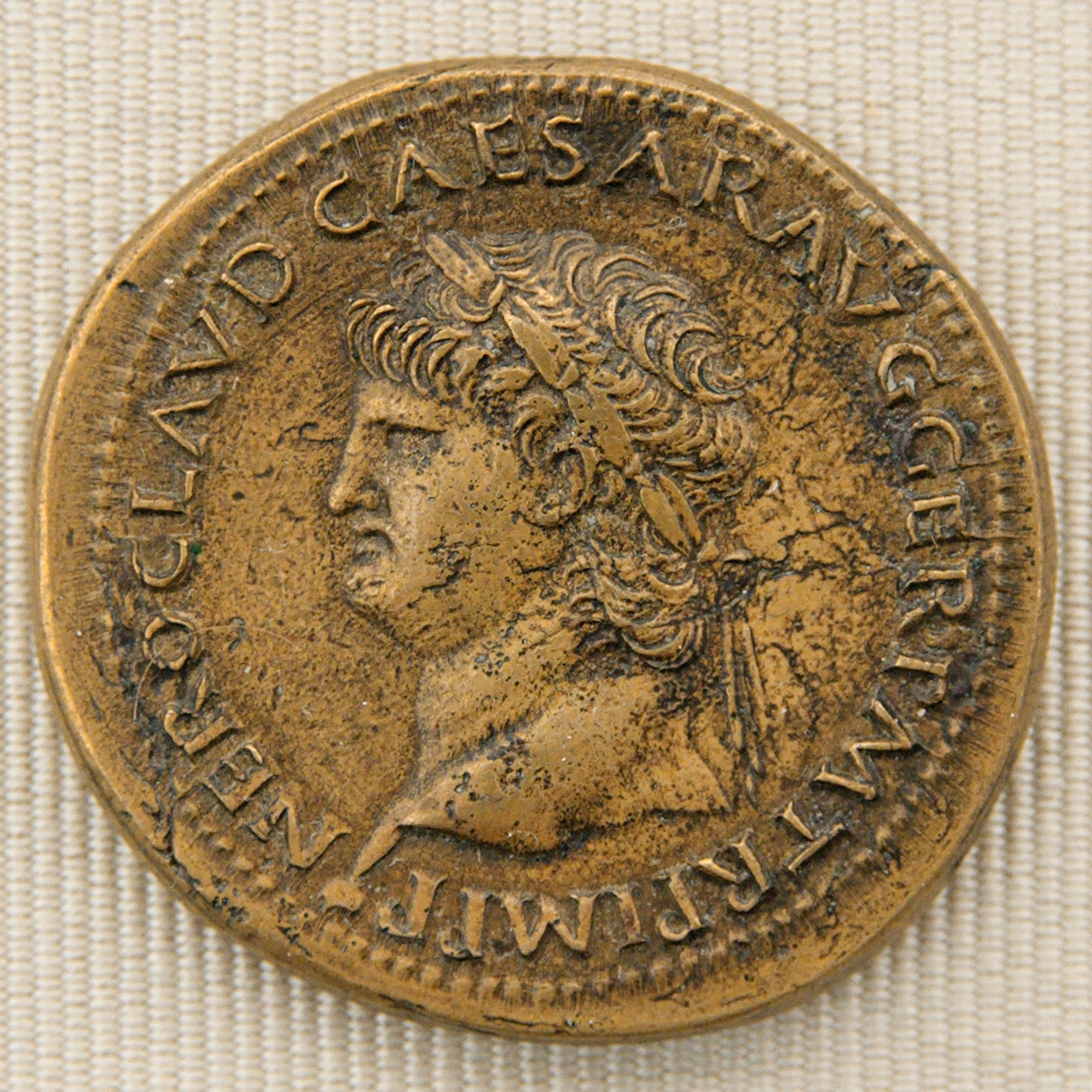
Sestercio de Nerón en oricalco, datado en el año 65.

## Numismática
En numismática, el término "orichalcum" se utiliza para referirse exclusivamente a un tipo de aleación de latón utilizada para acuñar diversas monedas romanas como las introducidas en la reforma monetaria de Augusto del 23 a. C., sestercios y dupondios, en lugar de plata y bronce. Se consideraba más valioso que el cobre, con el que se fabricaba anteriormente otras monedas.
Posteriormente, una nueva reforma monetaria fue realizada por Nerón durante los años 63-64, donde acuñó en oricalco: ases, semises y quadrans.

## Cultura popular
El oricalco ha sido muy utilizado por los autores de ficción, inicialmente en relación con el mito de la Atlántida, en forma de novelas.
En el siglo XX y principios del siglo XXI, cada vez más desvinculado del mito de la Atlántida, tuvo una notable repercusión en el mundo del entretenimiento mediante numerosas novelas de fantasía y ciencia ficción, cómics, juegos de rol, películas y videojuegos mencionan el oricalco como uno de los metales más preciosos de su universo imaginario, junto con el mithril inventado por Tolkien.